# 小林弘之
小林 弘之（こばやし ひろゆき、1958年 - ）は、日本の外交官。ナッシュビル総領事等を経て、駐モンゴル特命全権大使。

## 経歴・人物
1958年 京都府出身
1974年　京都市立堀川高等学校入学
1983年 中央大学法学部法律学科卒業
　　　　在学中にニューヨーク州立大学に私費留学した
1983年 外務省入省(外務省専門職員採用試験)
2005年 在モンゴル日本国大使館参事官
2008年 外務省国際協力局気候変動室(現：気候変動課)首席事務官
2011年 外務省総合外交政策局国際原子力協力室企画官
2013年 外務省総合外交政策局海上安全保障政策室(現：宇宙・海洋安全保障政策室)室長
2016年 外務省大臣官房調査官
2018年 ナッシュビル総領事、ナッシュビルさくらまつり諮問委員会共同栄誉委員長兼務
2019年 モンゴル国駐箚特命全権大使(3度目の赴任)